# Václav Ježdík
Václav Ježdík (* 3. července 1987) je český fotbalový obránce, hráč klubu FC Baník Ostrava od února 2016 na hostování v FO ŽP Šport Podbrezová. V současnosti je hráčem Viktorie Vestec.

## Klubová kariéra
Má za sebou angažmá v klubech SK Slavia Praha, Bohemians 1905, SK Kladno, FK Slavoj Vyšehrad, FK Varnsdorf, FK Teplice, SK Dynamo České Budějovice, FK Bohemians Praha (Střížkov) a FK Kolín.
V červenci 2015 posílil český výběr fotbalistů bez angažmá pod hlavičkou ČAFH, který na mezinárodním evropském turnaji FIFPro vyhrál titul. Tento úspěch mu vzápětí pomohl ke smlouvě s FC Baník Ostrava. Podzimní část sezóny 2015/16 se Baníku nevydařila, s pouhými 4 body zimoval na posledním místě ligové tabulky. Koncem února 2016 odešel Ježdík na půlroční hostování do slovenského klubu FO ŽP Šport Podbrezová.